# ایر وان ناین کمپانی
ایر وان ناین کمپانی (به انگلیسی: Air One Nine Company) یک شرکت هواپیمایی با کد یاتا N6 است که در تاریخ ۲۰۰۴ میلادی تأسیس شده‌است. دفتر مرکزی ایر وان ناین کمپانی در طرابلس، لیبی واقع شده‌است و قطب این شرکت هواپیمایی در فرودگاه بین‌المللی طرابلس قرار دارد.